# 川西市立多田小学校
川西市立多田小学校（かわにししりつ ただしょうがっこう）は、兵庫県川西市多田院にある公立小学校。児童数は、2015年現在560人。川西市内では川西市立川西小学校，川西市立東谷小学校に次ぐ歴史を持つ小学校であり、かつての多田村（現在の川西市中部）では唯一の小学校だった。

## 歴史
- 1879年11月5日 - 兵庫県川辺郡多田小学校として開校。
- 1887年4月1日 - 改正小学校令より多田簡易小学校となる。
- 1889年4月1日 - 多田村が出来た事により、多田村立多田小学校となる。
- 1954年8月1日 - 川西市制施行により、川西市立多田小学校となる。
- 1964年6月 - 体育館（講堂）竣工。
- 1970年4月1日 - 多田小学校から、川西市立清和台小学校が分離開校。
- 1976年4月1日 - 多田小学校から、川西市立明峰小学校が分離開校。
- 1978年5月 - 創立100周年記念式典を挙行、記念碑を除幕する。
- 1983年4月1日 - 多田小学校から、川西市立多田東小学校が分離開校。
- 2007年～2008年 - 文部科学省国際理解推進モデル事業校に指定される。

## 周辺施設
- 多田神社
- ベリタス病院
- 川西新田郵便局
- 川西市役所多田行政センター

## アクセス
- 能勢電鉄多田駅より徒歩12分

## 著名な出身者
- 谷直樹（バスケットボール選手）- 2001年卒業